# Людина зі сталі
«Люди́на зі ста́лі» (англ. Man of Steel) — американський фантастичний фільм про Супермена режисера Зака Снайдера, що вийшов у червні 2013 року. Картину створено на основі коміксів компанії DC Comics. Фільм є першим проєктом в рамках розширеного всесвіту DC.
Фільм описує появу на Землі Супермена — іншопланетянина, що володіє надлюдськими силами та стає на захист планети, в буденному житті ховаючись під виглядом репортера Кларка Кента. Проте найбільшим викликом для Супермена стає поява іншого представника його виду, генерала Зода, що хоче пожертвувати людством аби відродити свою цивілізацію.
Продюсуванням картини зайнялися Крістофер Нолан, Чарльз Ровен, Дебора Снайдер і Емма Томас, сценарій створено Девідом С. Ґоєром. В Україні прем'єра відбулась 20 червня 2013 року.

## Сюжет
На планеті Криптон триває громадянська війна. Генерал Зод повстав проти Верховної ради, коли ядро планети наближається до вибуху. В цей час у вченого Джор-Ела та його дружини Лари Лор-Ван з'являється на світ син Кел-Ел — вперше за багато років народжений природним способом. Зоду потрібен Кодекс Росту — зразок генетичного коду, щоб виростити нове, покірне йому суспільство. Джор-Ел викрадає Кодекс і поміщає його в тіло Кел-Ела і відправляє кораблем на Землю, приклавши проєкцію своєї свідомості в електронний ключ.
Сам вчений гине в сутичці з Генералом Зодом. Бунт виявляється придушеним, генерала та його офіцерів засуджують до ув'язнення в Фантомній Зоні. Перед відправленням Зод каже Ларі, що знайде її сина, де б той не був. Криптон вибухає, а корабель з малим Кел-Елом приземлюється в США, де його приймає сім'я Джонатана і Марти Кент і виховує як рідного сина.
33 роки по тому Кел-Ел, узявши ім'я Кларк Кент, допомагає людям, що опинилися в небезпеці, і згадує свої дитячі роки, коли у нього вперше проявилися надлюдські здібності. Тоді як зоря Криптона була червона, Сонце жовте й дає більше енергії. Поглинаючи її, Кларк володіє величезною фізичною силою та невразливий.
В цей час військові знаходять інопланетний корабель під льодами на острові Елсмір, куди вирушає Кларк і журналістка Лоїс Лейн. Вночі Кларк розтоплює лід своїм тепловим зором і потрапляє під атаку оборонних систем корабля. Лоїс іде за ним і теж потрапляє під атаку, але герой рятує її. У кораблі він електронним ключем активує проєкцію свого справжнього батька, яка розкриває його ім'я та історію. Кларк знаходить і надягає синьо-червоний костюм із плащем, освоює політ і злітає в небо.
Лоїс завдяки своїм розслідуванням життя Кларка та історій про те, як він рятував життя людей, знаходить могилу Джонатана Кента, куди приходить Кларк і розповідає їй свою історію.
Тоді ж на орбіті Землі з'являється криптонський корабель «Чорний Нуль», яким командує генерал Зод зі своїми спільниками. Зод погрожує всьому світу знищенням планети в разі невидачі громадянина Криптону Кел-Ела. Кларк летить на базу ВПС «Едвардс» і здається військовим, а ФБР затримує Лоїс за її інтерес до прибульця. У пустелі військові передають Кларка помічниці Зода Фаорі-Ул, яка вимагає, щоб Лоїс теж пішла з ними.
Атмосфера Криптону на кораблі Зода помітно послаблює Кларка і його здібності зникають. На кораблі Зод розповідає Кларку хто він такий, ким був його батько, і як вони сюди потрапили: Зод і його команда звільнилася з Фантомної зони після руйнування Криптону й обшукуючи аванпости криптонців, які залишилися в космосі, вони знайшли зброю та екіпірування поряд з генератором тераформінгу. Потім вони зафіксували сигнал корабля Кларка і направляються до Землі. Зод пояснює свій задум перетворити Землю на новий Криптон, але він не може створити нових криптонців без Кодекса. Кларк відмовляється допомагати в цій справі, бо тоді люди загинуть. Оцифрований інтелект Джор-Ела, який активувала Лоїс, допомагає їй втекти в капсулі на Землю, а Кларку — відновити свої сили. Зод з невеликим загоном прилітає на ферму Кентів у пошуках Кодексу. Він намагається дізнатися, де Кодекс у матері Кларка, погрожуючи їй. В цей момент прилітає Супермен і після нетривалої битви Кларк пошкоджує його шолом, і ослаблений атмосферою Землі той відступає, тоді як Кларк бореться із Фаорою та ще одним солдатом Зода. Обидва змушені відступити.
Зод наказує запустити генератор тераформінгу, який приводнюється в Індійському океані, тоді як «Чорний Нуль» зависає в протилежній точці планети над Метрополісом та активує гравітаційний промінь, який починає збільшувати масу Землі, нищачи місто. Збройні сили людей намагаються знищити корабель, але гравітаційне поле впливає на їхні прилади та ракети. Кларк знищує генератор в Індійському океані, тоді як Зод в Арктиці захоплює розвідувальний корабель з готовими ембріонами криптонців.
Кларк летить до Метрополіса та збиває «Чорний Нуль». Лоїс і Гарді летять на літаку C-17 з кораблем Кларка, щоб використовувати технологію його двигуна проти установки тераформінгу. Створюється тимчасовий портал до Фантомної Зони, куди потрапляє «Чорний нуль» і літак. Лоїс випадає з корабля, але Кларк встигає піймати її в повітрі. Розуміючи, що йому більше нема чого жити, Зод клянеться вбити всіх людей, щоб помститися за загибель раси Криптону. В ході бою Зод опановує своїми почуттями та силами майже цілковито, і Кларку доводиться скрутити йому шию, рятуючи людську сім'ю від руйнівного променя з його очей.
Кларк повертається у Смолвіль, до матері, і вони йдуть на могилу Джонатана Кента. Пізніше він прибуває у Метрополіс, де влаштовується працювати до гезети «The Daily Planet». Лоїс впізнає в новачку свого рятівника і каже йому «Ласкаво просимо на Планету».

## У ролях
| Актор            | Роль                                      |
| ---------------- | ----------------------------------------- |
| Генрі Кавілл     | Кал-Ел / Кларк Кент / Супермен            |
| Емі Адамс        | Лоїс Лейн                                 |
| Майкл Шеннон     | генерал Зод                               |
| Даян Лейн        | Марта Кент                                |
| Рассел Кроу      | Джор-Ел                                   |
| Ант'є Трауе      | Фаора                                     |
| Гаррі Леннікс    | генерал Свонвік                           |
| Річард Шіфф      | доктор Еміль Гамільтон                    |
| Крістофер Мелоні | полковник Гарді                           |
| Кевін Костнер    | Джонатан Кент                             |
| Аєлет Зурер      | Лара Лор-Ван                              |
| Лоренс Фішберн   | Перрі Вайт                                |
| Ділан Спрейберрі | Кал-Ел / Кларк Кент (у підлітковому віці) |
| Купер Тімберлайн | Кал-Ел / Кларк Кент (у дитинстві)         |

## Український дубляж
Фільм перекладено і дубльовано на студії Postmodern на замовлення Kinomania.
- Перекладач — Олег Колесніков
- Режисерка дублювання — Анна Пащенко
- Ролі дублювали:
  - Кал-Ел / Кларк Кент / Супермен — Дмитро Гаврилов
  - Генерал Зод — Кирило Нікітенко
  - Лоїс Лейн — Катерина Сергеєва
  - Джор-Ел — Євген Пашин
  - Марта Кент — Лариса Руснак
  - Джонатан Кент — Олег Лепенець
  - Перрі Вайт — Олександр Ігнатуша
  - Полковник Гарді — Михайло Жонін
  - Генерал Свонвік — Михайло Кришталь
  - Доктор Еміль Гамільтон — Анатолій Пашнін
  - А також: Світлана Шекера, Наталя Романько-Кисельова.

## Критика
Фільм отримав змішано-позитивні відгуки: Rotten Tomatoes дав оцінку 57 % від критиків (середня оцінка 6/10) і 75 % від пересічних глядачів із середньою оцінкою 3,9/5, Internet Movie Database — 7,1/10, Metacritic — 55/100 і 7,5/10 від глядачів.
Річард Броуді в журналі «The New Yorker» описав — фільм досліджує моральне зростання Супермена, його усвідомлення себе захисником слабших істот («Що заважає такій людині використовувати ці сили для задоволення своїх миттєвих бажань? Зрештою, людині-тирану потрібні послідовники та армія; Супермен може самотужки полонити світ») та питання, чи потрібна сучасному суспільству теологія — постать Бога та Спасителя. Критик похвалив пояснення політики криптонської цивілізації, зауваживши — непокоять масштаби руйнувань, завданих самим Суперменом під час битви проти Зода.
Ентоні Квін у газеті «The Independent» вказував, що подібно як зробив Крістофер Нолан із «Бетменом», Зак Снайдер багато часу приділяє походженню персонажа та його месіанський тягар. Та «Фільм втрачається в останні 45 хвилин, з кулачними бійками між Суперменом і його ворогами, які зруйнували половину хмарочосів на Мангеттені та половину слуху в моїх вухах. Снайдер зневажає просте правило: один вибух може бути захопливим; сто буде доволі нудно».
Енн Горндей у «The Washington Post» похвалила, що Генрі Кавілл добре підходить на роль Супермена, а фільм загалом явно прагне тієї ж марки грандіозної серйозності, що й «Бетмен» Нолана. Проте похмурий тон більше відповідає самітнику Бетмену, ніж Супермену, що втілює собою все американське. В «Людині зі сталі» надто багато передісторії і поки Супермен постає в своєму відомому образі, минає майже година. Помпезна музика, засилля вибухів і руйнувань виснажують при перегляді. В легкості сприйняття «Людина зі сталі» програє «Месникам».
За характеристикою українського інтернет-видання «Na chasi», «Снайдер приніс в історію про Супермена біблійні метафори та улюблений стиль сповільненої зйомки. З музикою Ганса Ціммера йому вдалося створити мегаблокбастер про гуманізм та нарешті перезапустити франшизу у правильний бік, яка слідує букві коміксів, але інтерпретує їх на сучасний лад».

## Касові збори
Під час показу у США, що почався 14 червня 2013 року, протягом першого тижня фільм був показаний у 4,207 кінотеатрах і зібрав $116,619,362, що на той час дозволило йому зайняти 1 місце серед усіх тогочасних прем'єр. Показ фільму протривав 98 днів (14 тижнів) і завершився 19 вересня 2013 року, зібравши у прокаті у США 291,045,518 $, а у світі — 379,100,000 $, тобто 670,145,518 $ загалому при бюджеті $225 млн.

### В Україні
Під час показу в Україні, що стартував 20 червня 2013 року, протягом першого тижня фільм був показаний у 102 кінотеатрах і зібрав $455,658, що на той час дозволило йому зайняти 2 місце серед усіх прем'єр. Показ протривав 6 тижнів і закінчився 28 липня 2013 року, фільм зібрав 1,039,036 $. З цим показником стрічка посіла 39 місце у кінопрокаті за касовими зборами в Україні.